# Чайки (Бучанский район)
Чайки — село в Бучанском районе Киевской области Украины. Население села — более 12 тысяч человек. Село граничит на севере и западе с чертой города Киева, на востоке — с селом Петропавловская Борщаговка. Входит в состав Борщаговскогой сельской общины.

## Описание
Село состоит из нескольких дачных массивов, нескольких малоэтажных домов постройки периода СССР и новостроящихся жилых комплексов многоэтажной застройки (Жилые комплексы «Чайка», «Сонцтаун», «Брест-Литовский», жилой массив «Западный»).
Транспортное сообщение с селом осуществляется тремя подъездными путями: два из них — это выезды на трассу Киев—Житомир (Е-40), и одно соединяется с селом Петропавловская Борщаговка. Село Чайки имеет автобусное сообщение с Киевом: городские автобусы № 37, 37А, маршрутные такси № 743 и 744.
В селе расположены довольно большие логистические центры «МЛП Чайка», «Fim Service», «Юта-Сервис», а также тепличное хозяйство «Чайка».

## Достопримечательности

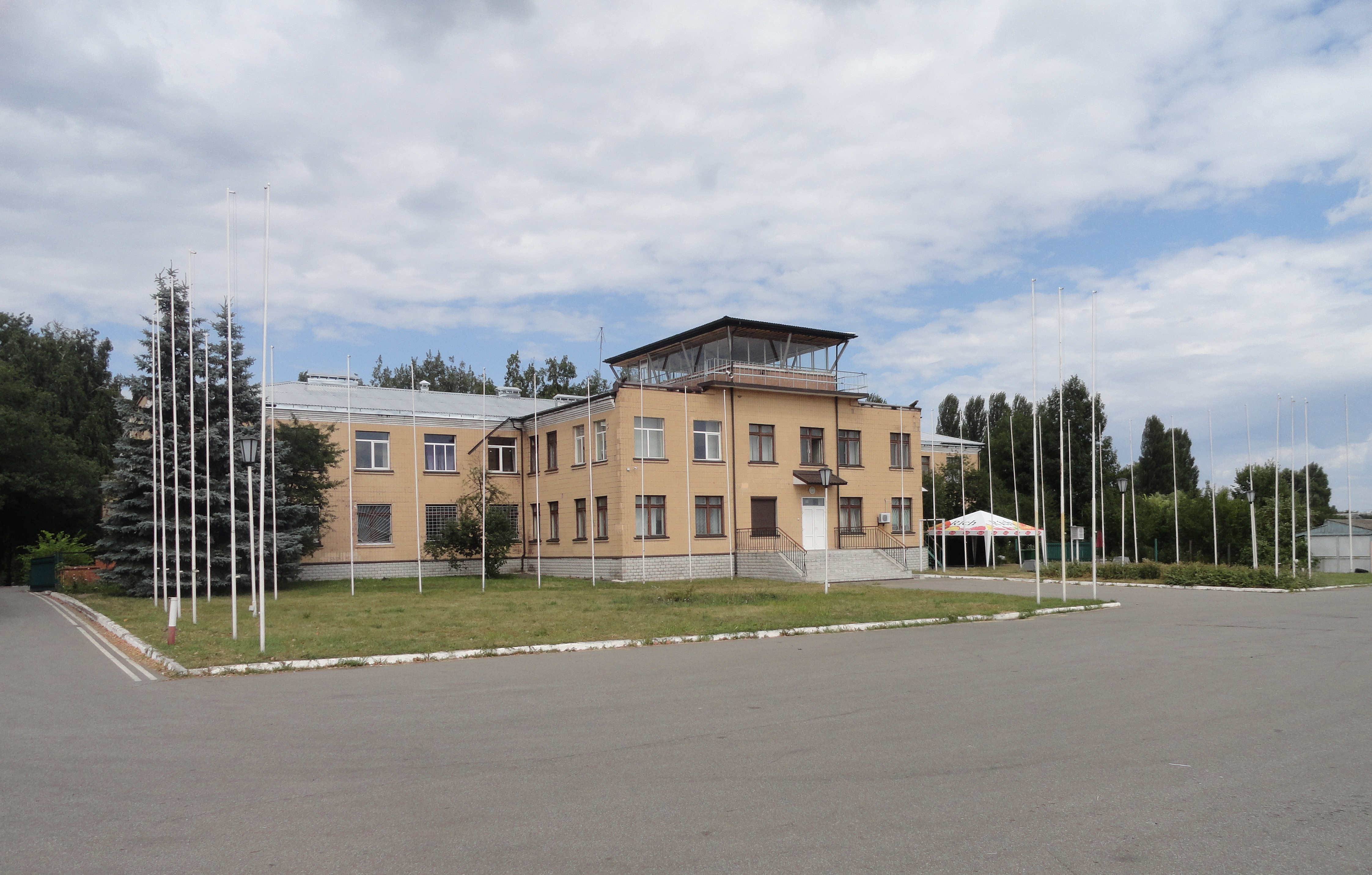
Контрольно-диспетчерский пункт аэродрома «Чайка»

В селе Чайки расположен широко известный спорткомплекс «Чайка», который совмещает в себе аэродром, автодром и стадион.
Аэродром «Чайка». Имеет травяное покрытие. Используется легкомоторными самолётами (например, АН-2 «Кукурузник»), вертолётами, для прыжков с парашютом, а также для недальних полетов.
Автодром «Чайка» — довольно популярен среди любителей автоспорта и просто автолюбителей. Совмещает в себе большой и малый круг, мототрек, круг для картингов. На автодроме часто проводятся различные тест-драйвы автомобилей, автошоу, спортивные автогонки. На территории автодрома работает школа водительского мастерства.
На стадионе комплекса «Чайка» проводятся фестивали open-air (на открытом воздухе). Наиболее известные: Чайкафест, Global Gathering, Global East Rock Festival, ProRock и другие.
На территории спорткомплекса есть отель с одноимённым названием «Чайка».

## Жилищный комплекс «Чайка»
ЖК «Чайка», расположенный на территории села, несколько раз находился в центре скандалов. В том числе, корпоративного скандала в 2019 году, а также между руководством комплекса и жильцами из-за обещанной, но непостроенной школы и негативного отношения застройщика к созданию жильцами домов ОСМД.